# فهرست کشورهای جهان بر پایه سیستم حکومتی
فهرست زیر شامل کشورهای مستقل جهان بر پایه سیستم حکومتی است. همچنین نقشه‌ای سیاسی از جهان وجود دارد که نشان می‌دهد هر کشور چه نوع دولتی دارد، به همراه توضیح مختصری در مورد هر نوع سیستم حکومتی. فهرست به رنگ‌های مختلف بر اساس نوع دولت است، برای مثال: آبی نشان‌دهنده یک حکومت جمهوری با رئیس کشور اجرایی و قرمز نشان‌دهنده پادشاهی مشروطه با رئیس کشوری تشریفاتی است. این رنگ‌بندی همچنین در نقشه بعدی ظاهر می‌شود و همان دسته‌بندی‌های دولتی را نشان می‌دهد.
شایان ذکر است که برخی از پژوهشگران در جمهوری خلق چین ادعا می‌کنند که سیستم دولتی این کشور یک "سیستم نیمه‌ریاستی است که در واقعی، حزب و دولت را ترکیب می‌کند". بر اساس قانون اساسی چین، ریاست جمهوری چین یک سمت تشریفاتی با قدرت محدود است.
برخی از کشورها به عنوان دارای بیش از یک سیستم دولتی یا یک سیستم ترکیبی تعریف شده‌اند - به عنوان مثال، لهستان دارای نظام نیمه‌ریاستی است که در آن رئیس‌جمهور نخست‌وزیر را منصوب می‌کند یا می‌تواند قوانین مصوب مجلس را وتو کند، اما قانون اساسی لهستان، نظام این کشور را نظام جمهوری پارلمانی اعلام نماید که در آن وزیران نیاز به رای اعتماد مجلس دارند.

## فهرست کشورها

### نقشه
رنگ‌ها
- نظام‌های پارلمانی؛ رئیس دولت توسط مجلس انتخاب یا معرفی شده و در برابر آن پاسخگو است.

- نظام ریاستی: رئیس دولت (رئیس‌جمهور) با رأی مستقیم مردم انتخاب شده و مستقل از قوه مقننه عمل می‌کند.

- نظام‌های ترکیبی:

- سایر نظام‌ها:

یادداشت: این نمودار نظام‌های حکومتی قانونی را نمایش می‌دهد، نه میزان برقراری دموکراسی در عملِ آنها را.

### کشورهای عضو و ناظران سازمان ملل
| نام کشور                   | نوع حکومت     | رئیس حکومت | اساس مشروعیت                                                                 |
| -------------------------- | ------------- | ---------- | ---------------------------------------------------------------------------- |
| افغانستان                  | جمهوری        | اجرایی     | رئیس جمهور مستقل از مجلس است                                                 |
| آلبانی                     | جمهوری        | تشریفاتی   | مجلس به هیئت وزرای پیشنهادی رای اعتماد می دهد                                |
| الجزایر                    | جمهوری        | اجرایی     | رئیس جمهور مستقل از مجلس است و مجلس به هیئت وزرای پیشنهادی رای اعتماد می دهد |
| آندورا                     | مشروطهٔ سلطنتی | تشریفاتی   | مجلس به هیئت وزرای پیشنهادی رای اعتماد می‌دهد                                 |
| آنگولا                     | جمهوری        | اجرایی     | رئیس جمهور مستقل از مجلس است                                                 |
| آنتیگوآ و باربودا          | مشروطهٔ سلطنتی | تشریفاتی   | مجلس به هیئت وزرای پیشنهادی رای اعتماد می‌دهد                                 |
| آرژانتین                   | جمهوری        | اجرایی     | رئیس جمهور مستقل از مجلس است                                                 |
| ارمنستان                   | جمهوری        | اجرایی     | رئیس جمهور مستقل از مجلس است و مجلس به هیئت وزرای پیشنهادی رای اعتماد می دهد |
| استرالیا                   | مشروطهٔ سلطنتی | تشریفاتی   | مجلس به هیئت وزرای پیشنهادی رای اعتماد می‌دهد                                 |
| اتریش                      | جمهوری        | تشریفاتی   | مجلس به هیئت وزرای پیشنهادی رای اعتماد می دهد                                |
| جمهوری آذربایجان           | جمهوری        | اجرایی     | رئیس جمهور مستقل از مجلس است                                                 |
| باهاما                     | مشروطهٔ سلطنتی | تشریفاتی   | مجلس به هیئت وزرای پیشنهادی رای اعتماد می‌دهد                                 |
| بحرین                      | مشروطهٔ سلطنتی | اجرایی     | حاکم شخصاً در سایر نهادهای حکومتی اعمال نفوذ و تقسیم قدرت می‌کند               |
| بنگلادش                    | جمهوری        | تشریفاتی   | مجلس به هیئت وزرای پیشنهادی رای اعتماد می دهد                                |
| باربادوس                   | مشروطهٔ سلطنتی | تشریفاتی   | مجلس به هیئت وزرای پیشنهادی رای اعتماد می‌دهد                                 |
| بلاروس                     | جمهوری        | اجرایی     | رئیس جمهور مستقل از مجلس است                                                 |
| بلژیک                      | مشروطهٔ سلطنتی | تشریفاتی   | مجلس به هیئت وزرای پیشنهادی رای اعتماد می‌دهد                                 |
| بلیز                       | مشروطهٔ سلطنتی | تشریفاتی   | مجلس به هیئت وزرای پیشنهادی رای اعتماد می‌دهد                                 |
| بنین                       | جمهوری        | اجرایی     | رئیس جمهور مستقل از مجلس است                                                 |
| بوتان (کشور)               | مشروطهٔ سلطنتی | اجرایی     | حاکم شخصاً در سایر نهادهای حکومتی اعمال نفوذ و تقسیم قدرت می‌کند               |
| بولیوی                     | جمهوری        | اجرایی     | رئیس جمهور مستقل از مجلس است                                                 |
| بوسنی و هرزگوین            | جمهوری        | تشریفاتی   | مجلس به هیئت وزرای پیشنهادی رای اعتماد می دهد                                |
| بوتسوانا                   | جمهوری        | اجرایی     | رئیس جمهور و هیئت وزرا توسط مجلس انتخاب می شوند                              |
| برزیل                      | جمهوری        | اجرایی     | رئیس جمهور مستقل از مجلس است                                                 |
| برونئی                     | سلطنت مطلقه   | اجرایی     | قدرت منحصراً در اختیار رئیس حکومت است                                         |
| بلغارستان                  | جمهوری        | تشریفاتی   | مجلس به هیئت وزرای پیشنهادی رای اعتماد می دهد                                |
| بورکینافاسو                | جمهوری        | اجرایی     | رئیس جمهور مستقل از مجلس است و مجلس به هیئت وزرای پیشنهادی رای اعتماد می دهد |
| بوروندی                    | جمهوری        | اجرایی     | رئیس جمهور مستقل از مجلس است                                                 |
| کامبوج                     | مشروطهٔ سلطنتی | تشریفاتی   | مجلس به هیئت وزرای پیشنهادی رای اعتماد می‌دهد                                 |
| کامرون                     | جمهوری        | اجرایی     | رئیس جمهور مستقل از مجلس است                                                 |
| کانادا                     | مشروطهٔ سلطنتی | تشریفاتی   | مجلس به هیئت وزرای پیشنهادی رای اعتماد می‌دهد                                 |
| کیپ ورد                    | جمهوری        | تشریفاتی   | مجلس به هیئت وزرای پیشنهادی رای اعتماد می دهد                                |
| جمهوری آفریقای مرکزی       | n/a           | n/a        | بدون قانون اساسی مشخص                                                        |
| چاد                        | جمهوری        | اجرایی     | رئیس جمهور مستقل از مجلس است                                                 |
| شیلی                       | جمهوری        | اجرایی     | رئیس جمهور مستقل از مجلس است                                                 |
| چین                        | جمهوری        | اجرایی     | قدرت، براساس قانون اساسی در انحصار یک جنبش سیاسی خاص است                     |
| کلمبیا                     | جمهوری        | اجرایی     | رئیس جمهور مستقل از مجلس است                                                 |
| کومور                      | جمهوری        | اجرایی     | رئیس جمهور مستقل از مجلس است                                                 |
| کاستاریکا                  | جمهوری        | اجرایی     | رئیس جمهور مستقل از مجلس است                                                 |
| ساحل عاج                   | جمهوری        | اجرایی     | رئیس جمهور مستقل از مجلس است                                                 |
| کرواسی                     | جمهوری        | تشریفاتی   | مجلس به هیئت وزرای پیشنهادی رای اعتماد می دهد                                |
| کوبا                       | جمهوری        | اجرایی     | قدرت، براساس قانون اساسی در انحصار یک جنبش سیاسی خاص است                     |
| قبرس                       | جمهوری        | اجرایی     | رئیس جمهور مستقل از مجلس است                                                 |
| جمهوری چک                  | جمهوری        | تشریفاتی   | مجلس به هیئت وزرای پیشنهادی رای اعتماد می دهد                                |
| جمهوری دموکراتیک کنگو      | جمهوری        | اجرایی     | رئیس جمهور مستقل از مجلس است و مجلس به هیئت وزرای پیشنهادی رای اعتماد می دهد |
| دانمارک                    | مشروطهٔ سلطنتی | تشریفاتی   | مجلس به هیئت وزرای پیشنهادی رای اعتماد می‌دهد                                 |
| جیبوتی                     | جمهوری        | اجرایی     | رئیس جمهور مستقل از مجلس است و مجلس به هیئت وزرای پیشنهادی رای اعتماد می دهد |
| دومینیکا                   | جمهوری        | تشریفاتی   | مجلس به هیئت وزرای پیشنهادی رای اعتماد می دهد                                |
| جمهوری دومینیکن            | جمهوری        | اجرایی     | رئیس جمهور مستقل از مجلس است                                                 |
| تیمور شرقی                 | جمهوری        | تشریفاتی   | مجلس به هیئت وزرای پیشنهادی رای اعتماد می دهد                                |
| اکوادور                    | جمهوری        | اجرایی     | رئیس جمهور مستقل از مجلس است                                                 |
| مصر                        | n/a           | n/a        | بدون قانون اساسی مشخص                                                        |
| السالوادور                 | جمهوری        | اجرایی     | رئیس جمهور مستقل از مجلس است                                                 |
| گینه استوایی               | جمهوری        | اجرایی     | رئیس جمهور مستقل از مجلس است                                                 |
| اریتره                     | جمهوری        | اجرایی     | قدرت، براساس قانون اساسی در انحصار یک جنبش سیاسی خاص است                     |
| استونی                     | جمهوری        | تشریفاتی   | مجلس به هیئت وزرای پیشنهادی رای اعتماد می دهد                                |
| اتیوپی                     | جمهوری        | تشریفاتی   | مجلس به هیئت وزرای پیشنهادی رای اعتماد می دهد                                |
| فیجی                       | n/a           | n/a        | بدون قانون اساسی مشخص                                                        |
| فنلاند                     | جمهوری        | تشریفاتی   | مجلس به هیئت وزرای پیشنهادی رای اعتماد می دهد                                |
| فرانسه                     | جمهوری        | اجرایی     | رئیس جمهور مستقل از مجلس است و مجلس به هیئت وزرای پیشنهادی رای اعتماد می دهد |
| گابن                       | جمهوری        | اجرایی     | رئیس جمهور مستقل از مجلس است                                                 |
| گامبیا                     | جمهوری        | اجرایی     | رئیس جمهور مستقل از مجلس است                                                 |
| گرجستان                    | جمهوری        | اجرایی     | رئیس جمهور مستقل از مجلس است و مجلس به هیئت وزرای پیشنهادی رای اعتماد می دهد |
| آلمان                      | جمهوری        | تشریفاتی   | مجلس به هیئت وزرای پیشنهادی رای اعتماد می دهد                                |
| غنا                        | جمهوری        | اجرایی     | رئیس جمهور مستقل از مجلس است                                                 |
| یونان                      | جمهوری        | تشریفاتی   | مجلس به هیئت وزرای پیشنهادی رای اعتماد می دهد                                |
| گرنادا                     | مشروطهٔ سلطنتی | تشریفاتی   | مجلس به هیئت وزرای پیشنهادی رای اعتماد می‌دهد                                 |
| گواتمالا                   | جمهوری        | اجرایی     | رئیس جمهور مستقل از مجلس است                                                 |
| گینه                       | جمهوری        | اجرایی     | رئیس جمهور مستقل از مجلس است                                                 |
| گینه بیسائو                | جمهوری        | اجرایی     | رئیس جمهور مستقل از مجلس است و مجلس به هیئت وزرای پیشنهادی رای اعتماد می دهد |
| گویان                      | جمهوری        | اجرایی     | رئیس جمهور مستقل از مجلس است و مجلس به هیئت وزرای پیشنهادی رای اعتماد می دهد |
| هائیتی                     | جمهوری        | اجرایی     | رئیس جمهور مستقل از مجلس است و مجلس به هیئت وزرای پیشنهادی رای اعتماد می دهد |
| هندوراس                    | جمهوری        | اجرایی     | رئیس جمهور مستقل از مجلس است                                                 |
| مجارستان                   | جمهوری        | تشریفاتی   | مجلس به هیئت وزرای پیشنهادی رای اعتماد می دهد                                |
| ایسلند                     | جمهوری        | تشریفاتی   | مجلس به هیئت وزرای پیشنهادی رای اعتماد می دهد                                |
| هند                        | جمهوری        | تشریفاتی   | مجلس به هیئت وزرای پیشنهادی رای اعتماد می دهد                                |
| اندونزی                    | جمهوری        | اجرایی     | رئیس جمهور مستقل از مجلس است                                                 |
| ایران                      | جمهوری        | اجرایی     | رئیس جمهور مستقل از مجلس است و مجلس به هیئت وزرای پیشنهادی رای اعتماد می دهد |
| عراق                       | جمهوری        | تشریفاتی   | مجلس به هیئت وزرای پیشنهادی رای اعتماد می دهد                                |
| جمهوری ایرلند              | جمهوری        | تشریفاتی   | مجلس به هیئت وزرای پیشنهادی رای اعتماد می دهد                                |
| اسرائیل                    | جمهوری        | تشریفاتی   | مجلس به هیئت وزرای پیشنهادی رای اعتماد می دهد                                |
| ایتالیا                    | جمهوری        | تشریفاتی   | مجلس به هیئت وزرای پیشنهادی رای اعتماد می دهد                                |
| جامائیکا                   | مشروطهٔ سلطنتی | تشریفاتی   | مجلس به هیئت وزرای پیشنهادی رای اعتماد می‌دهد                                 |
| ژاپن                       | مشروطهٔ سلطنتی | تشریفاتی   | مجلس به هیئت وزرای پیشنهادی رای اعتماد می‌دهد                                 |
| اردن                       | مشروطهٔ سلطنتی | اجرایی     | حاکم شخصاً در سایر نهادهای حکومتی اعمال نفوذ و تقسیم قدرت می‌کند               |
| قزاقستان                   | جمهوری        | اجرایی     | رئیس جمهور مستقل از مجلس است                                                 |
| کنیا                       | جمهوری        | اجرایی     | رئیس جمهور مستقل از مجلس است                                                 |
| کیریباتی                   | جمهوری        | تشریفاتی   | مجلس به هیئت وزرای پیشنهادی رای اعتماد می دهد                                |
| کوزوو                      | جمهوری        | تشریفاتی   | مجلس به هیئت وزرای پیشنهادی رای اعتماد می دهد                                |
| کویت                       | مشروطهٔ سلطنتی | اجرایی     | حاکم شخصاً در سایر نهادهای حکومتی اعمال نفوذ و تقسیم قدرت می‌کند               |
| قرقیزستان                  | جمهوری        | تشریفاتی   | مجلس به هیئت وزرای پیشنهادی رای اعتماد می دهد                                |
| لائوس                      | جمهوری        | اجرایی     | قدرت، براساس قانون اساسی در انحصار یک جنبش سیاسی خاص است                     |
| لتونی                      | جمهوری        | تشریفاتی   | مجلس به هیئت وزرای پیشنهادی رای اعتماد می دهد                                |
| لبنان                      | جمهوری        | تشریفاتی   | مجلس به هیئت وزرای پیشنهادی رای اعتماد می دهد                                |
| لسوتو                      | مشروطهٔ سلطنتی | تشریفاتی   | مجلس به هیئت وزرای پیشنهادی رای اعتماد می‌دهد                                 |
| لیبریا                     | جمهوری        | اجرایی     | رئیس جمهور مستقل از مجلس است                                                 |
| لیبی                       | جمهوری        | تشریفاتی   | مجلس به هیئت وزرای پیشنهادی رای اعتماد می دهد                                |
| لیختن‌اشتاین                | مشروطهٔ سلطنتی | اجرایی     | حاکم شخصاً در سایر نهادهای حکومتی اعمال نفوذ و تقسیم قدرت می‌کند               |
| لیتوانی                    | جمهوری        | تشریفاتی   | مجلس به هیئت وزرای پیشنهادی رای اعتماد می دهد                                |
| لوکزامبورگ                 | مشروطهٔ سلطنتی | تشریفاتی   | مجلس به هیئت وزرای پیشنهادی رای اعتماد می‌دهد                                 |
| مقدونیه شمالی              | جمهوری        | تشریفاتی   | مجلس به هیئت وزرای پیشنهادی رای اعتماد می دهد                                |
| ماداگاسکار                 | جمهوری        | اجرایی     | رئیس جمهور مستقل از مجلس است و مجلس به هیئت وزرای پیشنهادی رای اعتماد می دهد |
| مالاوی                     | جمهوری        | اجرایی     | رئیس جمهور مستقل از مجلس است                                                 |
| مالزی                      | مشروطهٔ سلطنتی | تشریفاتی   | مجلس به هیئت وزرای پیشنهادی رای اعتماد می‌دهد                                 |
| مالدیو                     | جمهوری        | اجرایی     | رئیس جمهور مستقل از مجلس است                                                 |
| مالی                       | جمهوری        | اجرایی     | رئیس جمهور مستقل از مجلس است و مجلس به هیئت وزرای پیشنهادی رای اعتماد می دهد |
| مالت                       | جمهوری        | تشریفاتی   | مجلس به هیئت وزرای پیشنهادی رای اعتماد می دهد                                |
| جزایر مارشال               | جمهوری        | اجرایی     | رئیس جمهور و هیئت وزرا توسط مجلس انتخاب می شوند                              |
| موریتانی                   | جمهوری        | اجرایی     | رئیس جمهور مستقل از مجلس است و مجلس به هیئت وزرای پیشنهادی رای اعتماد می دهد |
| موریس                      | جمهوری        | تشریفاتی   | مجلس به هیئت وزرای پیشنهادی رای اعتماد می دهد                                |
| مکزیک                      | جمهوری        | اجرایی     | رئیس جمهور مستقل از مجلس است                                                 |
| ایالات فدرال میکرونزی      | جمهوری        | اجرایی     | رئیس جمهور و هیئت وزرا توسط مجلس انتخاب می شوند                              |
| مولدووا                    | جمهوری        | تشریفاتی   | مجلس به هیئت وزرای پیشنهادی رای اعتماد می دهد                                |
| موناکو                     | مشروطهٔ سلطنتی | اجرایی     | حاکم شخصاً در سایر نهادهای حکومتی اعمال نفوذ و تقسیم قدرت می‌کند               |
| مغولستان                   | جمهوری        | تشریفاتی   | مجلس به هیئت وزرای پیشنهادی رای اعتماد می دهد                                |
| مونته‌نگرو                  | جمهوری        | تشریفاتی   | مجلس به هیئت وزرای پیشنهادی رای اعتماد می دهد                                |
| مراکش                      | مشروطهٔ سلطنتی | اجرایی     | حاکم شخصاً در سایر نهادهای حکومتی اعمال نفوذ و تقسیم قدرت می‌کند               |
| موزامبیک                   | جمهوری        | اجرایی     | رئیس جمهور مستقل از مجلس است                                                 |
| میانمار                    | جمهوری        | اجرایی     | رئیس جمهور مستقل از مجلس است                                                 |
| نامیبیا                    | جمهوری        | اجرایی     | رئیس جمهور مستقل از مجلس است                                                 |
| نائورو                     | جمهوری        | اجرایی     | رئیس جمهور و هیئت وزرا توسط مجلس انتخاب می شوند                              |
| نپال                       | جمهوری        | تشریفاتی   | مجلس به هیئت وزرای پیشنهادی رای اعتماد می دهد                                |
| هلند                       | مشروطهٔ سلطنتی | تشریفاتی   | مجلس به هیئت وزرای پیشنهادی رای اعتماد می‌دهد                                 |
| نیوزیلند                   | مشروطهٔ سلطنتی | تشریفاتی   | مجلس به هیئت وزرای پیشنهادی رای اعتماد می‌دهد                                 |
| نیکاراگوئه                 | جمهوری        | اجرایی     | رئیس جمهور مستقل از مجلس است                                                 |
| نیجر                       | جمهوری        | اجرایی     | رئیس جمهور مستقل از مجلس است و مجلس به هیئت وزرای پیشنهادی رای اعتماد می دهد |
| نیجریه                     | جمهوری        | اجرایی     | رئیس جمهور مستقل از مجلس است                                                 |
| کره شمالی                  | جمهوری        | اجرایی     | قدرت، براساس قانون اساسی در انحصار یک جنبش سیاسی خاص است                     |
| نروژ                       | مشروطهٔ سلطنتی | تشریفاتی   | مجلس به هیئت وزرای پیشنهادی رای اعتماد می‌دهد                                 |
| عمان                       | سلطنت مطلقه   | اجرایی     | قدرت منحصراً در اختیار رئیس حکومت است                                         |
| پاکستان                    | جمهوری        | تشریفاتی   | مجلس به هیئت وزرای پیشنهادی رای اعتماد می دهد                                |
| پالائو                     | جمهوری        | اجرایی     | رئیس جمهور مستقل از مجلس است                                                 |
| فلسطین                     | جمهوری        | اجرایی     | رئیس جمهور مستقل از مجلس است و مجلس به هیئت وزرای پیشنهادی رای اعتماد می دهد |
| پاناما                     | جمهوری        | اجرایی     | رئیس جمهور مستقل از مجلس است                                                 |
| پاپوآ گینه نو              | مشروطهٔ سلطنتی | تشریفاتی   | مجلس به هیئت وزرای پیشنهادی رای اعتماد می‌دهد                                 |
| پاراگوئه                   | جمهوری        | اجرایی     | رئیس جمهور مستقل از مجلس است                                                 |
| پرو                        | جمهوری        | اجرایی     | رئیس جمهور مستقل از مجلس است                                                 |
| فیلیپین                    | جمهوری        | اجرایی     | رئیس جمهور مستقل از مجلس است                                                 |
| لهستان                     | جمهوری        | تشریفاتی   | مجلس به هیئت وزرای پیشنهادی رای اعتماد می دهد                                |
| پرتغال                     | جمهوری        | اجرایی     | رئیس جمهور مستقل از مجلس است و مجلس به هیئت وزرای پیشنهادی رای اعتماد می دهد |
| قطر                        | سلطنت مطلقه   | اجرایی     | قدرت منحصراً در اختیار رئیس حکومت است                                         |
| جمهوری کنگو                | جمهوری        | اجرایی     | رئیس جمهور مستقل از مجلس است                                                 |
| رومانی                     | جمهوری        | اجرایی     | رئیس جمهور مستقل از مجلس است و مجلس به هیئت وزرای پیشنهادی رای اعتماد می دهد |
| روسیه                      | جمهوری        | اجرایی     | رئیس جمهور مستقل از مجلس است و مجلس به هیئت وزرای پیشنهادی رای اعتماد می دهد |
| رواندا                     | جمهوری        | اجرایی     | رئیس جمهور مستقل از مجلس است                                                 |
| جمهوری دموکراتیک عربی صحرا | جمهوری        | اجرایی     | قدرت، براساس قانون اساسی در انحصار یک جنبش سیاسی خاص است                     |
| سنت کیتس و نویس            | مشروطهٔ سلطنتی | تشریفاتی   | مجلس به هیئت وزرای پیشنهادی رای اعتماد می‌دهد                                 |
| سنت لوسیا                  | مشروطهٔ سلطنتی | تشریفاتی   | مجلس به هیئت وزرای پیشنهادی رای اعتماد می‌دهد                                 |
| سنت وینسنت و گرنادین‌ها     | مشروطهٔ سلطنتی | تشریفاتی   | مجلس به هیئت وزرای پیشنهادی رای اعتماد می‌دهد                                 |
| ساموآ                      | جمهوری        | تشریفاتی   | مجلس به هیئت وزرای پیشنهادی رای اعتماد می دهد                                |
| سان مارینو                 | جمهوری        | تشریفاتی   | مجلس به هیئت وزرای پیشنهادی رای اعتماد می دهد                                |
| سائوتومه و پرنسیپ          | جمهوری        | اجرایی     | رئیس جمهور مستقل از مجلس است و مجلس به هیئت وزرای پیشنهادی رای اعتماد می دهد |
| عربستان سعودی              | سلطنت مطلقه   | اجرایی     | قدرت منحصراً در اختیار رئیس حکومت است                                         |
| سنگال                      | جمهوری        | اجرایی     | رئیس جمهور مستقل از مجلس است و مجلس به هیئت وزرای پیشنهادی رای اعتماد می دهد |
| صربستان                    | جمهوری        | تشریفاتی   | مجلس به هیئت وزرای پیشنهادی رای اعتماد می دهد                                |
| سیشل                       | جمهوری        | اجرایی     | رئیس جمهور مستقل از مجلس است                                                 |
| سیرالئون                   | جمهوری        | اجرایی     | رئیس جمهور مستقل از مجلس است                                                 |
| سنگاپور                    | جمهوری        | تشریفاتی   | مجلس به هیئت وزرای پیشنهادی رای اعتماد می دهد                                |
| اسلواکی                    | جمهوری        | تشریفاتی   | مجلس به هیئت وزرای پیشنهادی رای اعتماد می دهد                                |
| اسلوونی                    | جمهوری        | تشریفاتی   | مجلس به هیئت وزرای پیشنهادی رای اعتماد می دهد                                |
| جزایر سلیمان               | مشروطهٔ سلطنتی | تشریفاتی   | مجلس به هیئت وزرای پیشنهادی رای اعتماد می‌دهد                                 |
| سومالی                     | جمهوری        | تشریفاتی   | مجلس به هیئت وزرای پیشنهادی رای اعتماد می دهد                                |
| آفریقای جنوبی              | جمهوری        | اجرایی     | رئیس جمهور و هیئت وزرا توسط مجلس انتخاب می شوند                              |
| کره جنوبی                  | جمهوری        | اجرایی     | رئیس جمهور مستقل از مجلس است                                                 |
| سودان جنوبی                | جمهوری        | اجرایی     | رئیس جمهور مستقل از مجلس است                                                 |
| اسپانیا                    | مشروطهٔ سلطنتی | تشریفاتی   | مجلس به هیئت وزرای پیشنهادی رای اعتماد می‌دهد                                 |
| سری‌لانکا                   | جمهوری        | اجرایی     | رئیس جمهور مستقل از مجلس است و مجلس به هیئت وزرای پیشنهادی رای اعتماد می دهد |
| سودان                      | جمهوری        | اجرایی     | رئیس جمهور مستقل از مجلس است                                                 |
| سورینام                    | جمهوری        | اجرایی     | رئیس جمهور مستقل از مجلس است                                                 |
| اسواتینی                   | سلطنت مطلقه   | اجرایی     | قدرت منحصراً در اختیار رئیس حکومت است                                         |
| سوئد                       | مشروطهٔ سلطنتی | تشریفاتی   | مجلس به هیئت وزرای پیشنهادی رای اعتماد می‌دهد                                 |
| سوئیس                      | جمهوری        | اجرایی     | رئیس جمهور مستقل از مجلس است                                                 |
| سوریه                      | جمهوری        | اجرایی     | رئیس جمهور مستقل از مجلس است و مجلس به هیئت وزرای پیشنهادی رای اعتماد می دهد |
| تایوان                     | جمهوری        | اجرایی     | رئیس جمهور مستقل از مجلس است و مجلس به هیئت وزرای پیشنهادی رای اعتماد می دهد |
| تاجیکستان                  | جمهوری        | اجرایی     | رئیس جمهور مستقل از مجلس است و مجلس به هیئت وزرای پیشنهادی رای اعتماد می دهد |
| تانزانیا                   | جمهوری        | اجرایی     | رئیس جمهور مستقل از مجلس است                                                 |
| تایلند                     | مشروطهٔ سلطنتی | تشریفاتی   | مجلس به هیئت وزرای پیشنهادی رای اعتماد می‌دهد                                 |
| توگو                       | جمهوری        | اجرایی     | رئیس جمهور مستقل از مجلس است                                                 |
| تونگا                      | مشروطهٔ سلطنتی | اجرایی     | حاکم شخصاً در سایر نهادهای حکومتی اعمال نفوذ و تقسیم قدرت می‌کند               |
| ترینیداد و توباگو          | جمهوری        | تشریفاتی   | مجلس به هیئت وزرای پیشنهادی رای اعتماد می دهد                                |
| تونس                       | جمهوری        | اجرایی     | رئیس جمهور مستقل از مجلس است و مجلس به هیئت وزرای پیشنهادی رای اعتماد می دهد |
| ترکیه                      | جمهوری        | تشریفاتی   | مجلس به هیئت وزرای پیشنهادی رای اعتماد می دهد                                |
| ترکمنستان                  | جمهوری        | اجرایی     | رئیس جمهور مستقل از مجلس است                                                 |
| تووالو                     | مشروطهٔ سلطنتی | تشریفاتی   | مجلس به هیئت وزرای پیشنهادی رای اعتماد می‌دهد                                 |
| اوگاندا                    | جمهوری        | اجرایی     | رئیس جمهور مستقل از مجلس است                                                 |
| اوکراین                    | جمهوری        | اجرایی     | رئیس جمهور مستقل از مجلس است و مجلس به هیئت وزرای پیشنهادی رای اعتماد می دهد |
| امارات متحده عربی          | مشروطهٔ سلطنتی | اجرایی     | حاکم شخصاً در سایر نهادهای حکومتی اعمال نفوذ و تقسیم قدرت می‌کند               |
| بریتانیا                   | مشروطهٔ سلطنتی | تشریفاتی   | مجلس به هیئت وزرای پیشنهادی رای اعتماد می‌دهد                                 |
| ایالات متحده آمریکا        | جمهوری        | اجرایی     | رئیس جمهور مستقل از مجلس است                                                 |
| اروگوئه                    | جمهوری        | اجرایی     | رئیس جمهور مستقل از مجلس است                                                 |
| ازبکستان                   | جمهوری        | اجرایی     | رئیس جمهور مستقل از مجلس است                                                 |
| وانواتو                    | جمهوری        | تشریفاتی   | مجلس به هیئت وزرای پیشنهادی رای اعتماد می دهد                                |
| واتیکان                    | سلطنت مطلقه   | اجرایی     | قدرت منحصراً در اختیار رئیس حکومت است                                         |
| ونزوئلا                    | جمهوری        | اجرایی     | رئیس جمهور مستقل از مجلس است                                                 |
| ویتنام                     | جمهوری        | اجرایی     | قدرت، براساس قانون اساسی در انحصار یک جنبش سیاسی خاص است                     |
| یمن                        | جمهوری        | اجرایی     | رئیس جمهور مستقل از مجلس است                                                 |
| زامبیا                     | جمهوری        | اجرایی     | رئیس جمهور مستقل از مجلس است                                                 |
| زیمبابوه                   | جمهوری        | اجرایی     | رئیس جمهور مستقل از مجلس است                                                 |